# ジェームス・マーフィー
ジェームス・マーフィー（James Murphy、1970年2月4日 - ）は、アメリカのミュージシャン、DJ、音楽プロデューサー、エンジニアである。ソロプロジェクトLCDサウンドシステムのボーカルであり、インディーレコードレーベルのDFAレコーズの創設や、音楽プロデューサーチームThe DFAの活動でダンス・パンクの第一人者として知られている。バンドの他にはDJとしてツアー・作曲の他、音楽プロデューサーやレコーディング・エンジニアとして活動している。

## 来歴

### キャリア初期
1970年2月4日、アメリカ・ニュージャージーで生まれる。子供の頃はジョン・レノンなどを愛聴していたという。若くして両親を亡くしたジェームスは、クリスマスに叔母から11歳の時から欲しかったオックスフォード大辞典シリーズをプレゼントされる。傷心のジェームスは救われた気持ちになったといい、言葉や言葉による表現にのめり込んでいく。その後ジェームスは脚本家を目指すようになり、そのために学校に通っていた。21歳の時には人気コメディー『となりのサインフェルド』の脚本チームに抜擢されたものの自らオファーを断っており、人生の失敗の一つだったとインタビューで答えている。

ジェームスはLCDサウンドシステム結成までに3つのバンドを経験している。1988年から1989年はFalling Manというバンドで活動、アルバム『A Christening』を残して解散している。1992年からはPonyというバンドでドラマーとして活動する。1994年にアルバム『Cosmovalidator』をFire Recordsからリリースするが、同年解散している。1995年から1997年にかけてはSpeedkingというバンドでドラムを叩いており、4枚の7インチシングルをリリースした。また彼はスティーヴ・アルビニ(Steve Albini)やボブ・ウェストン(Bob Weston)の下でエンジニアとして修業していた経験があり、レコーディングの仕事も積極的に行なっていた。1998年にはSub PopからリリースされたSix Finger Satelliteの4thアルバム『Law of Ruins』でプロデューサーを務めている。1990年代後半、ジェームスはバンド活動を辞めて自分のスタジオを作りレコーディングの仕事で生計をたてるようになる。そんな最中エンジニアとして参加していたデヴィッド・ホルムス(David Holmes)のアルバム『Bow Down To The Exit Sign』製作中に、アンクルとして活動していたティム・ゴールズワージー(Tim Goldsworthy)と出会う。意気投合した2人は共通の目標となったロックとダンスミュージックのクロスオーバーを目指し、マンハッタンのローワー・イースト・サイドのクラブでパーティーを始めた。1999年ジェームスとティムはプロデューサーチームThe DFAの活動を始める。2001年6月、レディオ4(Radio 4)のシングル「Dance to the Underground」、翌年のアルバム『Gotham!』をプロデュースする。この年マネージャーのジョナサン・ガルキンと出会い、9月に3人でDFAレコーズ(DFA Records)を立ち上げる。

### LCDサウンドシステム結成後
2002年、ソロプロジェクトであるLCDサウンドシステムの活動を開始する。2011年の解散までLCDサウンドシステムの活動で忙しい状態が続くが、同時にThe DFAとしても忙しくなっていく。9月、ザ・ラプチャー(The Rapture)の「House of Jealous Lovers」をプロデュース、翌年9月にはデビューアルバム『Echoes』をプロデュースする。この年DFAからリリースされたLCDサウンドシステムの「Losing My Edge」、レディオ4の『Gotham!』と共にヒットし、ダンス・パンク(ディスコ・パンク)ムーブメントの第一人者として広く知られるようになる。
2004年、Munkの「Kick Out The Chairs」にゲストボーカルとして参加する。
2005年8月、ザ・フアン・マクリーン(The Juan MacLean)のデビューアルバム『Less Than Human』をプロデュースする。収録曲「Give Me Every Little Thing」にボーカルで参加する。
2006年4月、Shit Robotの「Triumph」にゲストコーラスとして参加する。
2007年8月、ロンドンのクラブFabricがマンスリーでリリースしているコンピレーションシリーズFabric Live Mix Seriesの『FabricLive.36』を担当し、James Murphy & Pat Mahoney名義でリリースされる。
2008年3月、ザ・フアン・マクリーンの「Happy House」、翌年のアルバム『The Future Will Come』をプロデュースする。8月、M.I.A.の「Paper Planes (DFA Remix)」を発表する。DFA名義のリミックスだがジェームスが一人で作業を行なった。このリミックスは映画『スラムドッグ$ミリオネア』で使用され、サウンドトラックアルバムにも収録された。
2010年3月、Free Energyのデビューアルバム『Stuck on Nothing』にプロデューサーとして参加、一部の曲ではベースを演奏している。5月、ノア・バームバックが監督する映画『ベン・スティラー 人生は最悪だ!』(Greenberg)のサウンドトラックを担当し、サウンドトラック・アルバムが発売される。

### LCDサウンドシステム解散後
2011年4月2日、LCDサウンドシステムはラストライブを行ない活動を終了する。ツアーで忙しい日々を終わらせて他の事に挑戦したいと感じていたようで、コーヒーショップをオープンしたい、小説を書いてみたい、映画を撮りたいなどとメディアに語っていた。解散後はDJとして世界各国に出向いたり、プロデュース業やリミックスワークも続けている。
2012年1月、Rick Alverson監督の映画『The Comedy』に出演する。同じ月、LCDサウンドシステムのラストライブとその裏側を撮影したドキュメンタリー映画『Shut Up and Play the Hits』がサンダンス映画祭で上映され、10月には映画とライブ映像を収録した3枚組のブルーレイ/DVDで発売された。2月、ゴリラズ(Gorillaz)のシングル「DoYaThing」にゲストボーカルとして参加する。12月、パルプ(Pulp)がクリスマスにファン向けに配信した新曲「After you」をプロデュース。後に12インチなどで発売される。
2013年10月、デヴィッド・ボウイの「Love Is Lost (Hello Steve Reich Mix By James Murphy for the DFA)」を発表する。同じ月、プロデューサーとして参加したアーケイド・ファイア(Arcade Fire)の4thアルバム『リフレクター』(Reflektor)が発売される。

また同月、ジェームスが初めて監督・脚本を務めたショートフィルム『Little Duck』を発表した。この作品はロン・ハワード主催のキャノン・プロジェクト・イマジネーションの企画として製作されたもので、ウェブサイトで公開された。映画は日本を舞台としており、金子ノブアキ、勝矢、大森立嗣らが出演した。映画のエンディングテーマ「My Problem Friend is Ruining Our Night」はWeastという名義で製作された楽曲でChildish Gambino、Sam Spiegel、James Murphy、Fatlip、Reggie Wattsがクレジットされている。

### LCDサウンドシステム再結成
2015年12月24日、LCDサウンドシステムは新曲「Christmas Will Break Your Heart」を突如発表。2016年1月には、春に行われるコーチェラ・フェスティバルへのヘッドライナーでの参加を皮切りに、年内のアルバムリリースを行うと公式に宣言する。3月27日、28日にニューヨークのWebster Hallでバンドのウォームアップを兼ねた招待制のライブを開催。4月15日にはコーチェラ１日目のヘッドライナーとして出演し復活を遂げた。

## ディスコグラフィ

### Falling Man
スタジオアルバム
- A Christening (1989年)

### Pony
スタジオアルバム
- Cosmovalidator (1994年 Fire Records)

EP・シングル
- Soft Johnny (1993年 Plantain!、AH.UM Fidelity)
- Prizefighter (1994年 Fire Records)

### Speedking
EP・シングル
- Sway / Spider Veloce (1995年 Merry Dogger)
- Shove / Speedking (1995年 Omnibus) Shoveとのスプリットシングル
- Black Mono Time (1995年 Amish Records)
- Devilina / Faker (1995年 Troubleman Unlimited)

コンピレーションアルバム
- Tiger Style (2002年 Wizard Mountain/Make A Mess Records)

### The DFA
The DFA名義の作品はティムかジェームス片方のみ参加で、もう片方が関わっていない場合があります
リミックスアルバム
- The DFA Remixes – Chapter One (2006年 DFA)
- The DFA Remixes – Chapter Two (2006年 DFA)

### ジェームス・マーフィー
- FabricLive.36 by James Murphy & Pat Mahoney (2007年8月 Fabric) DJミックスアルバム
- Greenberg - Original Motion Picture Soundtrack (2010年3月22日 DFA) 映画のサウンドトラック・アルバム

### その他の作品
- DJ Hell - "Tragic Picture Show" (2003年 Gigolo) ライターとして参加
- Munk feat. James Murphy and Nancy Whang - "Kick Out The Chairs" (2004年 Gomma) ボーカルで参加
- The Juan MacLean - "Give Me Every Little Thing" (2005年 DFA) ボーカルで参加
- Shit Robot - "Triumph" (2006年 DFA) ボーカルで参加
- Free Energy - Stuck on Nothing (2010年 DFA) ベースで参加
- Gorillaz feat. Andre 3000 & James Murphy - "DoYaThing" (2012年 Converse)

## プロダクション参加作品
The DFA名義の作品はティムかジェームス片方のみ参加で、もう片方が関わっていない場合があります

### プロデュースなど
- 1995年: June Of 44 - Engine Takes To The Water (ミックス、エンジニア)
- 1996年: Ruby Falls - Heroines (エンジニア)
- 1996年: Evergreen - Evergreen (エンジニア)
- 1996年: Shove - Soundtrack For Disaster (プロデュース、ミックス、エンジニア)
- 1997年: Les Savy Fav - 3/5 (ミックス、エンジニア、マスタリング)
- 1997年: Ruby Dare - Lurk Late And Strike Straight (エンジニア)
- 1998年: Six Finger Satellite - Law Of Ruins (プロデュース、ミックス、エンジニア)
- 1998年: The Feud - The Feud Versus Yr Universe (ミックス、エンジニア)
- 1999年: Trans Am - Futureworld (ミックス)
- 2000年: BS 2000 - Simply Mortified (ミックス)
- 2000年: David Holmes - Bow Down To The Exit Sign (エンジニア)
- 2000年: Trans Am - You Can Always Get What You Want (ミックス、エンジニア)
- 2000年: Zero Zero - AM Gold (DFA名義 プロデュース)
- 2000年: Turing Machine - Turing MachineA New Machine for Living (DFA名義 プロデュース、ミックス、エンジニア)
- 2001年: The Rapture - Out of the Races and Onto the Tracks (DFA名義 プロデュース)
- 2001年: Zero Zero - AM Gold (DFA名義 プロデュース、ミックス、エンジニア)
- 2002年: Radio 4 - Gotham (DFA名義 プロデュース、ミックス)
- 2002年: Automato - Automato  (DFA名義 プロデュース)
- 2003年: The Rapture - Echoes (DFA名義 プロデュース、ミックス、エンジニア)
- 2004年: We Acediasts - Pre Acediasts (DFA名義 プロデュース)
- 2004年: Black Dice - Creature Comforts (エンジニア)
- 2004年: Les Savy Fav - Inches (エンジニア)
- 2004年: !!! - Louden Up Now (ミックス)
- 2005年: The Juan MacLean - Less Than Human (DFA名義 プロデュース、ミックス、エンジニア)
- 2005年: Delia Gonzalez & Gavin Russom - The Days Of Mars (DFA名義 プロデュース、ミックス)
- 2007年: Holy Ghost! - Holy Ghost! (DFA名義 プロデュース、ミックス)
- 2007年: Prinzhorn Dance School - Prinzhorn Dance School (DFA名義 プロデュース、ミックス)
- 2009年: Tiga - Ciao! (プロデュース、ミックス)
- 2009年: The Juan MacLean - The Future Will Come (DFA名義 プロデュース)
- 2010年: Free Energy - Stuck on Nothing (プロデュース、ミックス)
- 2012年: Pulp - "After you" (プロデュース)
- 2013年: Yeah Yeah Yeahs - Mosquito (プロデュース)
- 2013年: The Julie Ruin - Run Fast (ミックス)
- 2013年: Arcade Fire - Reflektor (プロデュース)

### リミックス
- 2001年: Le Tigre - "Deceptacon (DFA Rmx)"
- 2002年: Radio 4 - "Dance To The Underground (The DFA Version)"
- 2002年: Metro Area - "Orange Alert (DFA Remix)"
- 2003年: Delia Gonzalez & Gavin Russom - "Rise (DFA Remix)"
- 2003年: Floetry - "Getting Late (DFA 12" Mix)"
- 2003年: UNKLE - "In A State (DFA Remix)"
- 2003年: Chromeo - "Destination: Overdrive (DFA Remix)"
- 2003年: Junior Senior - "Shake Your Coconuts (DFA Mix)"
- 2003年: Fischerspooner - "Emerge (DFA Version)"
- 2004年: J.O.Y. - "Sunplus (DFA Remix)"
- 2004年: The Rapture - "Sister Saviour (DFA Vocal Remix),(DFA Dub)"
- 2004年: Soulwax - "Another Excuse (DFA Remix)"
- 2004年: Pixeltan - "Get Up / Say What (DFA Remix)"
- 2004年: N*E*R*D - "She Wants To Move (DFA Remix)"
- 2004年: Tamia - "Still (The D.F.A. Club Mix)"
- 2005年: Black Dice - "Smiling Off (DFA Mix/Luomo Mix)"
- 2005年: Gorillaz - "Dare (DFA Remix)"
- 2005年: Hot Chip - "Just Like We (Breakdown) (DFA Remix)"
- 2005年: Jon Spencer Blues Explosion - "Mars, Arizona (DFA remix)"
- 2005年: Nine Inch Nails - "The Hand That Feeds (DFA Remixes),(DFA Version 1)"
- 2005年: The Chemical Brothers - "The Boxer (DFA Version)"
- 2005年: Goldfrapp - "Slide In (DFA Remix)"
- 2005年: Jill Scott - "Whatever (DFA Remix)"
- 2006年: Tiga - "(Far From) Home (DFA Remix) (Joakim Edit)"
- 2006年: Captain - "Frontline (DFA Remix)"
- 2006年: Delia Gonzalez & Gavin Russom - "Relevee (DFA Remix)"
- 2006年: Hot Chip - "Colours (DFA Remix)"
- 2006年: Arthur Russell - "Springfield (DFA Remix)"
- 2006年: Justin Timberlake - "My Love (The DFA Mix)"
- 2008年: M.I.A. - "Paper Planes (DFA Remix)" DFA名義だがジェームスのみ
- 2008年: Clinic - "Tomorrow (DFA Remix)"
- 2013年: David Bowie - "Love Is Lost (Hello Steve Reich Mix By James Murphy for the DFA)"

## フィルモグラフィー
- ベン・スティラー 人生は最悪だ! - Greenberg (2010年) 音楽
- Shut Up and Play the Hits (2012年) 主演 本人として
- The Comedy (2012年) 出演 ベン 役
- Little Duck (2013年) 監督・脚本
- ヤング・アダルト・ニューヨーク - While We're Young (2015年) 音楽